# Shortia sinensis
Shortia sinensis är en fjällgröneväxtart som beskrevs av William Botting Hemsley. Shortia sinensis ingår i släktet Shortia och familjen fjällgröneväxter. Inga underarter finns listade i Catalogue of Life.